# Varennes-sur-Allier
Varennes-sur-Allier é uma comuna francesa na região administrativa de Auvérnia-Ródano-Alpes, no departamento Allier. Estende-se por uma área de 24,11 km². Em 2010 a comuna tinha 3 666 habitantes (densidade: 152,1 hab./km²). É banhada pelo rio Allier.